# الکساندر استیوارت
الکساندر استیوارت (انگلیسی: Alexander Stewart, Earl of Mar; ۱۳۷۵ – ۱۴۳۵) آریستوکرات و نظامی اهل اسکاتلند بود.